# Брайтон (тауншип, Миннесота)
Брайтон (англ. Brighton) — тауншип в округе Николлет, Миннесота, США. На 2000 год его население составило 169 человек.

## География
По данным Бюро переписи населения США площадь тауншипа составляет 49,4 км², из которых 46,5 км² занимает суша, а 2,8 км² — вода (5,72 %).

## Демография
По данным переписи населения 2000 года здесь находились 169 человек, 60 домохозяйств и 45 семей. Плотность населения —  3,6 чел./км². На территории тауншипа расположено 66 построек со средней плотностью 1,4 построек на один квадратный километр. Расовый состав населения: 95,86 % белых, 0,59 % коренных американцев, 3,55 % — других рас США. Испанцы или латиноамериканцы любой расы составляли 3,55 % от популяции тауншипа.
Из 60 домохозяйств в 31,7 % воспитывались дети до 18 лет, в 68,3 % проживали супружеские пары, в 5,0 % проживали незамужние женщины и в 25,0 % домохозяйств проживали несемейные люди. 16,7 % домохозяйств состояли из одного человека, при том 6,7 % — из одиноких пожилых людей старше 65 лет. Средний размер домохозяйства — 2,82, а семьи — 3,29 человека.
27,2 % населения — младше 18 лет, 10,1 % — в возрасте от 18 до 24 лет, 27,8 % — от 25 до 44, 20,7 % — от 45 до 64, и 14,2 % — старше 65 лет. Средний возраст — 36 лет. На каждые 100 женщин приходилось 116,7 мужчин. На каждые 100 женщин старше 18 приходилось 127,8 мужчин.
Средний годовой доход домохозяйства составлял 40 000 долларов, а средний годовой доход семьи —  44 375 долларов. Средний доход мужчин —  25 500  долларов, в то время как у женщин — 17 188. Доход на душу населения составил 14 437 долларов. За чертой бедности находились 7,5 % семей и 9,9 % всего населения тауншипа, из которых 16,0 % младше 18 и 20,0 % старше 65 лет.